# Montreal Wanderers

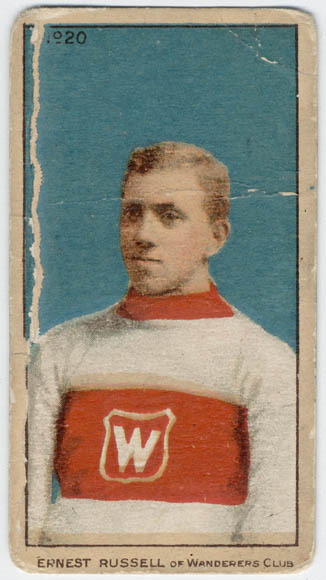
Estas tarjetas se colocaron en Ernest Russel en los paquetes de cigarrillos c. 1910-12 y se recolectaron tal como lo son hoy en día las tarjetas de hockey y béisbol de los paquetes de chicles.

Montreal Wanderers era un equipo profesional de hockey sobre hielo que jugaba en la ciudad canadiense de Montreal y una de las franquicias fundadoras de la National Hockey League en la temporada 1917-18. Solo llegaron a jugar seis partidos en la NHL, perdiéndolos todos salvo uno. Con motivo del incendio de su terreno de juego, el Montreal Arena, el 2 de enero de 1918, el equipo se disolvió.
Antes de la formación de la NHL, los Wanderers jugaron en la Federal Amateur Hockey League desde 1903 a 1905, en la Eastern Canada Amateur Hockey Association de 1906 a 1909 y en la National Hockey Association entre 1908 y 1917. Ganaron la Stanley Cup en siete ocasiones.
El equipo, apodado "Little Men of Iron" ("Los Hombrecillos de Hierro"), tuvieron en sus filas a cinco actuales miembros del Salón de la Fama del Hockey: Moose Johnson, Hod Stuart, Riley Hern, Lester Patrick, y Ernie Russell.
Los últimos jugadores en activo de los Wanderers fueron George Geran, Dave Ritchie, y Phil Stevens, quienes jugaron su último partidos en la NHL en 1926.

## Campeonatos

### Campeonatos de Liga
- 1904: Federal Amateur Hockey League
- 1907: Eastern Canada Amateur Hockey Association
- 1908: Eastern Canada Amateur Hockey Association
- 1910: National Hockey Association

### Títulos de la Stanley Cup
| Fecha            | Rival                                                           |
| ---------------- | --------------------------------------------------------------- |
| 1906 (marzo)     | Ottawa Silver Seven (Eastern Canada Amateur Hockey Association) |
| 1907 (marzo)     | Kenora Thistles                                                 |
| 1908 (enero)     | Ottawa Victorias (Federal Amateur Hockey League)                |
| 1908 (marzo)     | Winnipeg Maple Leafs (Manitoba Hockey League)                   |
| 1908 (marzo)     | Toronto Trolley Leaguers (Ontario Professional Hockey League)   |
| 1908 (diciembre) | Edmonton Eskimos (Alberta Hockey League)                        |
| 1910 (marzo)     | Berlin Union Jacks (Ontario Professional Hockey League)         |

All It

### Finalista de la Stanley Cup
| Fecha        | Ganador             |
| ------------ | ------------------- |
| 1904 (marzo) | Ottawa Silver Seven |
| 1907 (enero) | Kenora Thistles     |

## Lista de jugadores de los Wanderers que jugaron en la NHL
- Billy Bell
- George "Gerry" Geran
- Harry Hyland
- Bert Lindsay
- Jack Marks
- Jack McDonald
- Dave Ritchie
- Art Ross
- Raymie Skilton
- Phil Stevens
- Kenneth Thompson

- Datos: Q459647
- Multimedia: Montreal Wanderers / Q459647